# Grupo Desportivo Estoril Praia
O Grupo Desportivo Estoril Praia é um clube de futebol português com sede na Amoreira, Alcabideche, Município de Cascais, distrito de Lisboa. Em 2000, o Clube constituiu a Estoril Praia Futebol, SAD para gestão da equipa de futebol profissional que atualmente participa na Primeira Liga.

## História
Fundado em 17 de Maio de 1939, começou por se chamar Grupo Desportivo Estoril Plage.

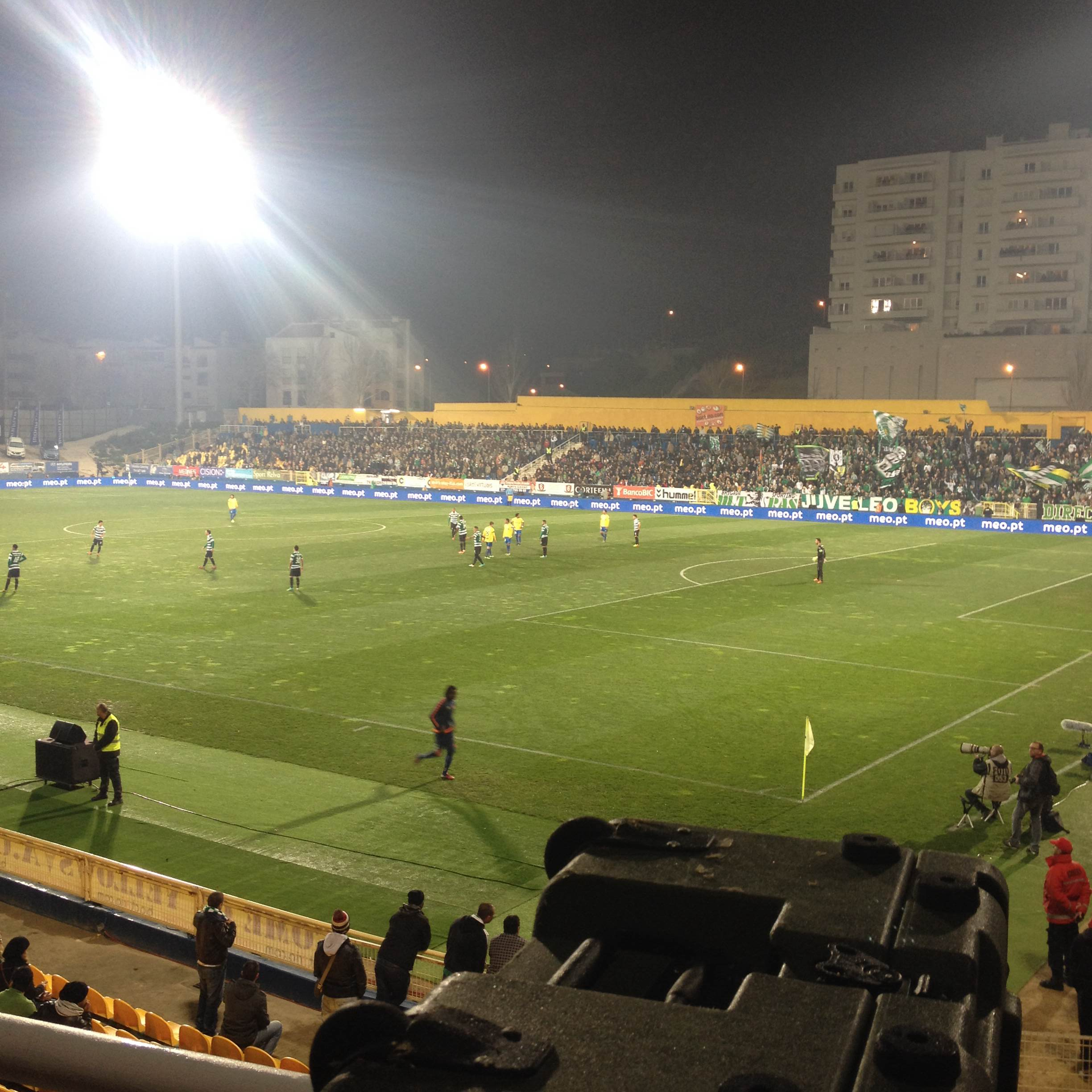
Estoril Praia x Sporting CP (0-0)

Nasceu da Sociedade Estoril-Plage, que tinha como principal dinamizador Fausto Cardoso de Figueiredo, e era proprietária do caminho de ferro Lisboa-
Cascais, dos hotéis Inglaterra, Paris e Palácio, do edifício das termas e do Casino Estoril. Adaptou como o seu emblema e as suas cores as maiores riquezas que a região possui, o amarelo do sol e o azul do mar. Esta escolha espelha bem o quanto o clube está ligado a sua região, que nessa época era a melhor estância balnear do país.
O seu uniforme, amarelo e azul, fez com que a equipa ganhasse a alcunha de "Canarinhos", uma homenagem à seleção brasileira. Disputou vários campeonatos da 1.ª divisão e da Primeira Liga.
O ano da sua fundação (1939) era de perspectivas difíceis, a II Guerra Mundial começaria a 1 de Setembro, mas não faltavam esperanças em certos sectores da vida portuguesa. Rapidamente o novo clube superou a fasquia dos 2 500 sócios. Os fundadores e primeiros dirigentes foram, entre muitos outros, Dr. Joaquim Cardim, José Peña Solleiro, José Ereira, João Rebelo, Armando Vilar, Ernesto Tomás e Joaquim Nunes.
Em 1944, o Estoril-Praia alcançou o maior feito do seu historial ao atingir a final da Taça de Portugal. No entanto, no jogo decisivo, disputado no Campo das Salésias, perdeu 8-0 com o Benfica. Foi o resultado mais desnivelado de sempre de uma final de taça.
Na época de 1944/1945, obteve a sua primeira participação na primeira divisão, conseguindo um resultado histórico de 8-1 ao F.C. Porto em casa. Depois de ter sido relegado nessa mesma época, na época seguinte voltou a subir, obtendo resultados históricos relativamente a goleadas, das quais a maior goleada do campeonato, o 10-0 na época de 1949/50 ao Lusitano Sport Clube, mais conhecido como Lusitano VRSA, a classificações, dois quintos lugares e um quarto lugar e a golos marcados, destacando-se os 96 golos em na época de 1946/1947.
O Estoril seria relegado na época de 1952/1953, iniciando assim um período de 23 anos sem participar na 1ª Liga, tendo passado pelos escalões distritais do país. Regressando à 1º divisão em 1975/1976, manteve-se lá durante 5 épocas (a 75/76 e a 79/80), ocupando as posições do meio da tabela. Relegado em 79/80, regressou em 81/82, mantendo-se na 1ª liga nas épocas de 81/82, 82/83 e 83/84, sendo relegado. Regressou em 1991, tendo-se mantido na 1ª liga durante 3 épocas. Relegado em 1993/1994, caía para a Liga de Honra, de onde viria a cair para a 3ª Divisão, alcunhada de II Divisão B.

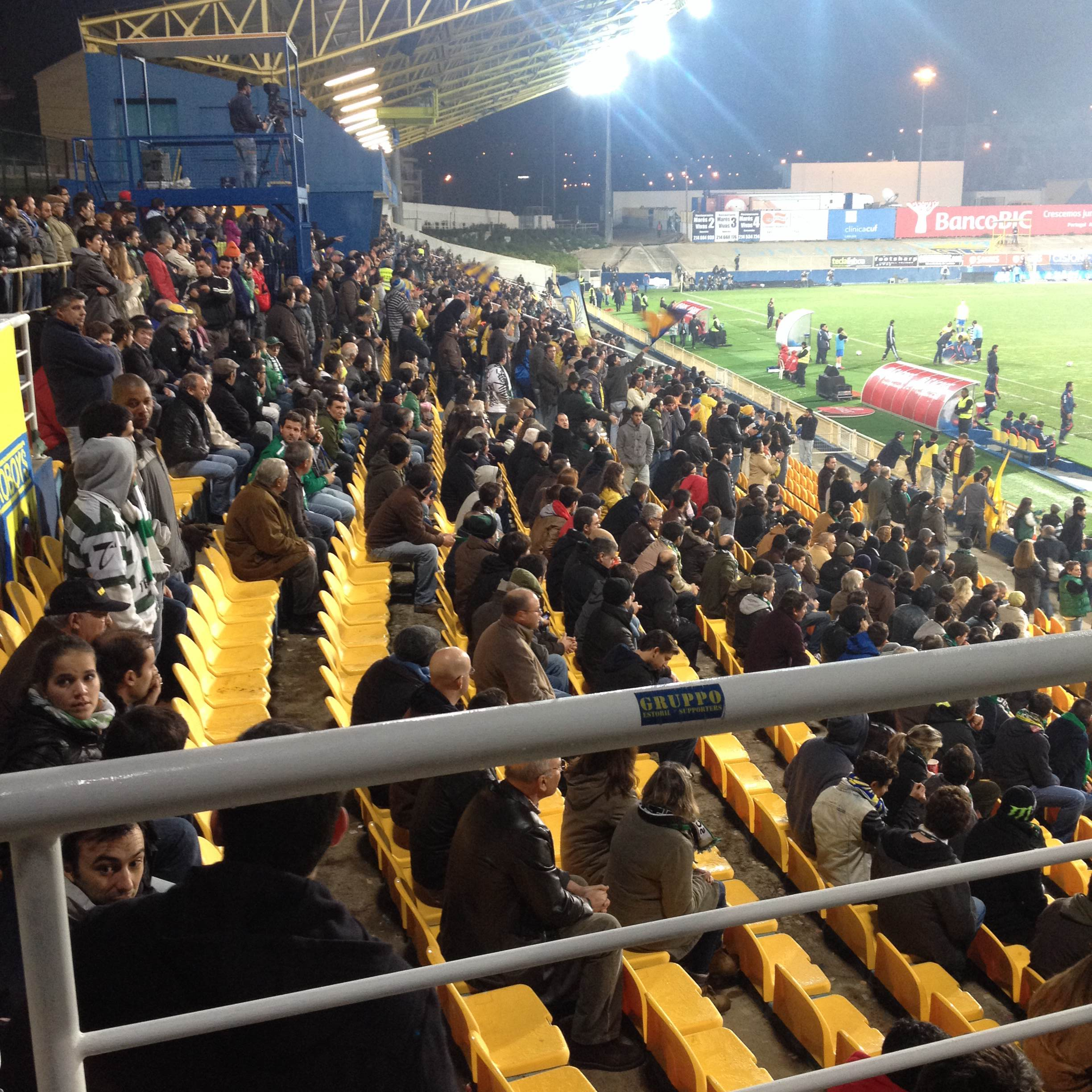
Bancada Poente (Sócios) do Estoril-Praia, no Estádio António Coimbra da Mota.

Na época de 2002/03, o Estoril subia à Liga de Honra como campeão de série, sendo que na seguinte época de 2003/04, subia à 1ª Liga como campeão da Liga de Honra. O Estoril obteve a maior goleada da época de 2004/05 na 1ª Liga, mas isso não impediria o sua despromoção. Na época de 2005/06, a equipa de seniores milita na 2ª liga. Nessa mesma época houve uma crise financeira que quase levou ao encerramento do clube e ao fim da equipa profissional devido a desequilíbrios da anterior Direção.
Ultrapassadas as dificuldades, o Estoril obteve na época de 2006/07 um 10ª posto, destacando-se o facto de ter estado do 3ºlugar, na época de 2007/08 um 7ª posto, destacando-se por ter estado no 2º lugar e ter vencido o na altura líder Santa-Clara por 5-1, saltando do 8º lugar para o 3º posto. Na época de 2008/09 um 4º posto, destaque para a luta ombro a ombro para o 4º lugar com o Feirense desde a 24ª jornada, o que acabou com o Estoril Praia em 4º e o Feirense em 5º, o que levou a que a maior parte da equipa do Estoril fosse contratada por outros clubes. O Estoril ter-se-ía extinguido, se não fossem os investidores brasileiros da Traffic, rechear-lhe o balneário com reforços brasileiros, sendo a equipa da Liga Vitalis que mais investiu em jogadores brasileiros nessa época. Colocaram o antigo jogador do clube Hélder Cristóvão no comando, contudo, sem experiência como treinador, foi despedido à 5ª jornada com o Estoril na zona de descida. O Prof. Neca que treinou em 2006/07 foi o escolhido para ser o sucessor de Hélder Cristóvão e terminou a época num 11º posto, não tendo estado acima do 6º lugar, um facto surpreendente pois desde que fora relegado em 2005, não houvera época, fora esta, sem ter estado nos primeiros 5 lugares.
Na época 2009/10, o clube iria vencer a Liga Intercalar, vencendo por 2-1 a equipa do FC Paços de Ferreira. Na época seguinte, o Estoril contrata Vinícius Eutrópio como treinador, sendo que acabou a época em 10ªposto, destacando-se a vitória 2-1 ao Sporting CP no Estádio António Coimbra da Mota e por ter estado na zona de promoção entre as jornadas 4 e 7. Terminaria a época com a conquista da Liga Centenária, frente ao SL Benfica, com uma vitória por 2-0
No início da época de 2011/12, à 4º jornada, o treinador saíu, entrando o diretor desportivo Marco Silva para o comando. Na jornada 12, o Estoril já era líder e terminou campeão. Na época seguinte, 2012/13, a equipa conquistou o 5º lugar na classificação geral da Liga ZON Sagres, garantindo um lugar na Liga Europa da UEFA de 2013–14.
Na época de 2013-14, apesar da saída de alguns jogadores do onze titular, o Estoril terminou a Liga na sua melhor posição de sempre, mesmo com um dos orçamentos mais baixos da época, estimado em 5 milhões de euros: 4º lugar, conseguindo o 2º apuramento consecutivo para a Liga Europa.

## Estádio

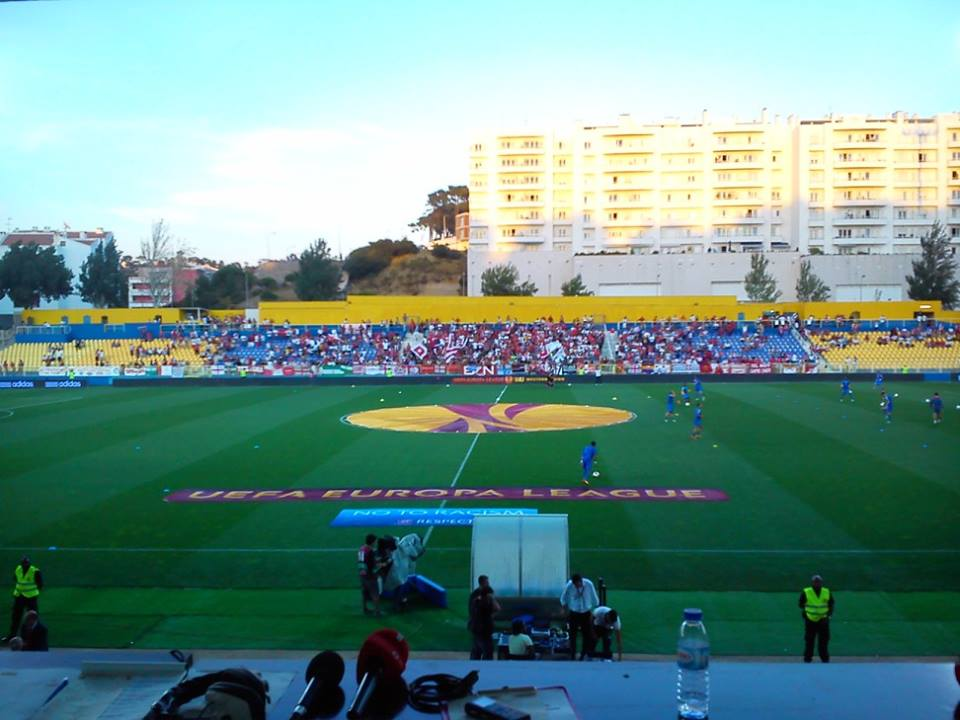
Jogo da Liga Europa Estoril x Sevilla FC.

O Estádio António Coimbra da Mota, é um estádio com muita tradição foi inaugurado no dia 1 de Janeiro de 1939 e capacita 5 mil pessoas sentadas. A Suécia escolheu este estádio para estagiar para o Euro 2004, e não se deu mal com os ares da Amoreira, pois atingiu os quartos-de-final da prova, sendo que foi eliminada pela Holanda nas grandes penalidades. Recentemente o Estádio recebeu dois jogos da Seleção Portuguesa de Rugby Union (Ucrânia e Uruguai) sendo que venceu os 2 jogos. 
O Estádio recebe anualmente, a final da Taça de Cascais em Futebol e já recebeu vários jogos das Seleções Jovens Portuguesas (Masculinas e Femininas). O Estádio também recebeu jogos do Campeonato Europeu de Surdos, que se disputou em Junho de 2007 em Portugal. A Dinamarca também escolheu este estádio para treinar, aquando da vitória sobre Portugal no Estádio de Alvalade, na qualificação para o Mundial de 2010.
Anunciado pela FPF, os últimos três treinos antes da partida de Portugal para o Mundial da África do Sul, foram efetuados no António Coimbra da Mota, o primeiro dos quais, aberto ao público. Em 2014 foi acrescentada uma bancada de 3 000 lugares de forma a poder cumprir com as regras impostas pela UEFA para poder participar nas competições europeias.

## Competições Europeias
O Estoril Praia efetuou o seu primeiro jogo europeu na Liga Europa da UEFA de 2013–14 contra o Hapoel Ramat Gan, clube que fora despromovido na época anterior para a 2ª Divisão Israelita. Com um empate a zeros na 1ª mão, a equipa mostrava-se confiante para o jogo em Israel.
Acabou por ganhar por 1-0, golo de Evandro (de grande penalidade), o único golo do encontro. Com um Estoril a assumir-se uma equipa europeia, defrontou na 1ª mão do Play-Off de Acesso à Liga Europa da UEFA a equipa austríaca do FC Pasching (clube da terceira divisão da Áustria). O Estoril Praia ganhou sem grandes dificuldades por 2-0 na 1ª mão em casa, voltando a vencer na Áustria por 2-1 na 2ª mão.
Apurado para a fase de grupos da Liga Europa, o Estoril Praia ficou no grupo H. Nesse grupo o clube canarinho iria defrontar o FC Slovan Liberec, o SC Freiburg e o já vencedor do troféu Sevilla Fútbol Club. A estreia na fase de grupos seria a 19 de Setembro de 2013, contra o Sevilla, na Amoreira, num jogo equilibrado, mas cujo resultado final pendeu para os espanhóis (1-2). O segundo jogo, o primeiro fora de casa, seria na República Checa a 3 de Outubro, contra o Liberec. Seria mais uma amarga derrota para a equipa, que tudo fez para sair vitoriosa. O resultado final foi 2-1. Seguiram-se dois empates, na visita  e posterior recepção ao Freiburg. Com obrigação de vencer em Sevilha, em 28 de Novembro, o Estoril não passou de um empate com sabor a derrota. No final do encontro, em declarações à imprensa, o treinador Marco Silva comentava "Sabíamos que era complicado, o Sevilha é uma grande equipa, mas o Estoril mostrou que é uma equipa de qualidade". Na última jornada do grupo H, a equipa da linha de Cascais iria receber o Liberec, em 12 de Dezembro, pendendo o resultado para a equipa Checa, novamente com o resultado de 1-2. Seria o fim da sua caminhada na Liga Europa.
Na época seguinte, fruto do 4º lugar na Primeira Liga apurou-se diretamente para a Fase de Grupos, defrontando PSV Eindhoven, Panathinaikos e Dínamo de Moscovo.

### Palmarés
- Vice-campeão da Taça de Portugal: 1 vez (1943/44).
- Campeão da Liga de Honra: 3 vezes (2003/04, 2011/12, 2020/21) - 2° escalão.
- Campeão da II Divisão: 5 vezes (1941/42, 1943/44, 1945/46, 1974/75) - 2° escalão.
- Campeão da II Divisão B: 1 vez (2002/03) - 3° escalão
- 4º Lugar no Campeonato Nacional de Juniores: 2005/06.
- Campeão de Lisboa de Escolas "B": 2004/05.
- Campeão de Lisboa, 1ºDivisão em Juvenis (2004/2005).
- 4º Lugar no Campeonato Nacional de Futebol (1947/ 1948).
- Campeão de Lisboa em Juniores (2000/2001).
- Três vezes 5º Lugar no Campeonato Nacional de Futebol (2012/2013, 1948/1949, 1946/1947).
- Duas vezes Vencedor do Torneio da Amora (2003 e 2004).
- Vencedor do Torneio Extraordinário de Iniciados de Lisboa (2006, 2007, 2010).
- 1 Torneio de Palmela (Palmense) em Infantis (2006).
- Vencedor do II Torneio Marcelo Rebelo de Sousa em Infantis e Juvenis (2007).
- Vencedor do III Torneio Marcelo Rebelo de Sousa em Iniciados e Finalista em Juvenis (2008).
- Troféu disciplina no Torneio do SL Olivais 2007 (Juvenis)
- Finalista da Taça FPF (Federação Portuguesa de Futebol)(1976/1977)
- Vencedor da Série E da III Divisão Nacional (1973/1974)
- Vencedor da Zona Sul da II Divisão Nacional (1980/1981)
- Vencedor da Série D do Campeonato Nacional de Juvenis (2007/2008, 2010/2011)
- Campeão Distrital de Lisboa (1968/1969)
- Maior Goleada na edição 1949/1950 da 1ª Divisão: 10-0 ao Lusitano VRSA
- Maior Goleada na edição 2004/2005 da Superliga: 5-0 frente ao Beira-Mar
- Melhor Defesa da Liga de Honra na 1ª Edição da Prova (1990/1991) e na época 1994/1995.
- 2º Melhor ataque na época 1947/1948 da 1ª Divisão e o melhor ataque nos jogos em casa com 59 golos em 13 jogos em casa.
- 3ª Melhor defesa da 1ª Divisão na época de 1944/1945 e melhor defesa nos jogos em casa com apenas 12 golos sofridos em 9 jogos em casa
- 2º Melhor ataque da 1ª Divisão na época 1948/1949 e 2º Melhor ataque nos jogos em casa e fora, nessa mesma época.
- 3º Melhor ataque na 1ª Divisão na época de 1946/1947 e 2º Melhor ataque nos jogos em casa com 64 golos em 13 jogos em casa.
- Vencedor do 10º Troféu Internacional de Futebol de 7 "Loulé Concelho" em Infantis.
- Finalista do Torneio " Cidade de Gouveia" 2008
- Maior Goleada da Liga Vitalis 2007/2008 (5-1 ao Santa Clara)
- Vencedores da Zona Sul da Liga Intercalar (2010)
- Vencedores da Liga Intercalar Nacional (2010)
- Campeão Nacional 2ª Divisão Nacional Juniores (2009/2010).
- Vencedor da Donosti Cup 2010 (Escolas)
- Vencedor da 2ª Edição do Torneio Internacional de Vila Franca do Rosário 2011 (Iniciados)
- Vencedor do 13º Torneio de Páscoa do G.D Benavente (Juvenis)
- Vencedor da Taça Centenária 2010/2011
- Vencedor do Troféu Município de Melgaço 2013;
- Vice-Campeão da Taça de Honra de Lisboa 2013;
- Vencedor do Prémio Fair Play da Taça de Honra de Lisboa 2013;

| Escalão                                             | Nº Presenças | Títulos             | Melhor Classificação |
| I                                                   | 23           | 0                   | 4º                   |
| II                                                  | 14           | 6                   | 1º                   |
| III                                                 | 24           | 1                   | 1º                   |
| IV                                                  | 7            | 1(Campeão de Série) | 1º                   |
| V                                                   | 8            | 3                   | 1º                   |
| VI                                                  | -            | -                   | -                    |
| VII                                                 | -            | -                   | -                    |
| Taça de Portugal                                    | 59           | 0                   | Finalista            |
| Taça da Liga                                        | 7            | 0                   | -                    |
| inclui época 2013/2014; - informação não disponível |              |                     |                      |

### Classificações
| Época   | Div. | Pos. | J  | V  | E  | D  | GM | GS | Pts | Taça             | T. Liga           | Notes                  |
| ------- | ---- | ---- | -- | -- | -- | -- | -- | -- | --- | ---------------- | ----------------- | ---------------------- |
| 1944–45 | 1D   | 7    | 18 | 6  | 4  | 8  | 44 | 34 | 16  | 1ª Eliminatória  |                   | [A]                    |
| 1945–46 | 2D   | –    | –  | –  | –  | –  | –  | –  | –   | 1ª Eliminatória  |                   | [A]                    |
| 1946–47 | 1D   | 5    | 26 | 16 | 1  | 9  | 96 | 55 | 33  | não realizada    |                   | [C]                    |
| 1947–48 | 1D   | 4    | 26 | 16 | 4  | 6  | 91 | 49 | 36  | Quartos de Final |                   | [D]                    |
| 1948–49 | 1D   | 5    | 26 | 12 | 5  | 9  | 76 | 54 | 29  | 1ª Eliminatória  |                   |                        |
| 1949–50 | 1D   | 12   | 26 | 7  | 7  | 12 | 50 | 59 | 21  | não realizada    |                   | [E]                    |
| 1950–51 | 1D   | 11   | 26 | 10 | 1  | 15 | 53 | 58 | 21  | Quartos de Final |                   |                        |
| 1951–52 | 1D   | 9    | 26 | 8  | 5  | 13 | 49 | 61 | 21  | 1ª Eliminatória  |                   |                        |
| 1952–53 | 1D   | 14   | 26 | 5  | 4  | 17 | 28 | 64 | 14  | 1ª Eliminatória  |                   | Despromovido           |
| 1975–76 | 1D   | 8    | 30 | 10 | 8  | 12 | 31 | 45 | 28  | Quartos de Final |                   |                        |
| 1976–77 | 1D   | 11   | 30 | 6  | 13 | 11 | 26 | 36 | 25  | 4ª Eliminatória  |                   |                        |
| 1977–78 | 1D   | 11   | 30 | 8  | 9  | 13 | 25 | 36 | 25  | 4ª Eliminatória  |                   |                        |
| 1978–79 | 1D   | 11   | 30 | 8  | 10 | 12 | 24 | 42 | 26  | 5ª Eliminatória  |                   |                        |
| 1979–80 | 1D   | 14   | 30 | 5  | 11 | 14 | 18 | 37 | 21  | 4ª Eliminatória  |                   | Despromovido           |
| 1980–81 | 2D.S | 1    | 30 | 17 | 9  | 4  | 48 | 20 | 43  | 4ª Eliminatória  |                   | Promovido              |
| 1981–82 | 1D   | 12   | 30 | 7  | 10 | 13 | 30 | 41 | 24  | 5ª Eliminatória  |                   |                        |
| 1982–83 | 1D   | 11   | 30 | 9  | 8  | 13 | 26 | 39 | 26  | 6ª Eliminatória  |                   |                        |
| 1983–84 | 1D   | 14   | 30 | 6  | 9  | 15 | 22 | 51 | 21  | Quartos de Final |                   |                        |
| 1990–91 | 2H   | 2    | 38 | 17 | 12 | 9  | 48 | 28 | 46  | 4ª Eliminatória  |                   | Promovido              |
| 1991–92 | 1D   | 10   | 34 | 10 | 10 | 14 | 34 | 54 | 30  | 4ª Eliminatória  |                   |                        |
| 1992–93 | 1D   | 13   | 34 | 9  | 12 | 13 | 29 | 41 | 30  | 4ª Eliminatória  |                   |                        |
| 1993–94 | 1D   | 18   | 34 | 5  | 8  | 21 | 22 | 57 | 18  | 4ª Eliminatória  |                   | Despromovido           |
| 1994–95 | 2H   | 5    | 34 | 16 | 9  | 9  | 39 | 20 | 41  | 4ª Eliminatória  |                   |                        |
| 1995–96 | 2H   | 12   | 34 | 12 | 8  | 14 | 52 | 42 | 44  | 5ª Eliminatória  |                   |                        |
| 1996–97 | 2H   | 7    | 34 | 13 | 8  | 13 | 34 | 35 | 47  | Quartos de Final |                   |                        |
| 1997–98 | 2H   | 7    | 34 | 11 | 13 | 10 | 40 | 39 | 46  | 6ª Eliminatória  |                   |                        |
| 1998–99 | 2H   | 18   | 34 | 6  | 10 | 18 | 23 | 50 | 28  | 3ª Eliminatória  |                   | Despromovido           |
| 1999–00 | 2DS  | 4    | 38 | 18 | 3  | 7  | 67 | 40 | 67  | 4ª Eliminatória  |                   |                        |
| 2000–01 | 2DS  | 12   | 38 | 14 | 11 | 13 | 45 | 46 | 53  | 6ª Eliminatória  |                   |                        |
| 2001–02 | 2DS  | 5    | 38 | 17 | 8  | 13 | 46 | 44 | 59  | 2ª Eliminatória  |                   |                        |
| 2002–03 | 2DS  | 1    | 38 | 25 | 8  | 5  | 74 | 29 | 83  | 3ª Eliminatória  |                   | Promovido              |
| 2003–04 | 2H   | 1    | 34 | 20 | 7  | 7  | 63 | 40 | 67  | Quartos de Final |                   | Promovido              |
| 2004–05 | 1D   | 17   | 34 | 8  | 6  | 20 | 38 | 55 | 30  | 5ª Eliminatória  |                   | Despromovido           |
| 2005–06 | 2H   | 9    | 34 | 11 | 12 | 11 | 44 | 43 | 45  | 5ª Eliminatória  |                   |                        |
| 2006–07 | 2H   | 10   | 30 | 10 | 7  | 13 | 30 | 35 | 37  | 4ª Eliminatória  |                   |                        |
| 2007–08 | 2H   | 7    | 30 | 11 | 8  | 11 | 41 | 38 | 41  | 3ª Eliminatória  | 2ª Eliminatória   |                        |
| 2008–09 | 2H   | 4    | 30 | 12 | 8  | 10 | 41 | 37 | 44  | 3ª Eliminatória  | 2ª Eliminatória   |                        |
| 2009–10 | 2H   | 11   | 30 | 7  | 14 | 9  | 26 | 29 | 35  | 2ª Eliminatória  | 2ª Fase de Grupos |                        |
| 2010–11 | 2H   | 10   | 30 | 9  | 11 | 10 | 36 | 31 | 38  | 3ª Eliminatória  | 2ª Fase de Grupos |                        |
| 2011–12 | 2H   | 1    | 30 | 16 | 9  | 5  | 40 | 20 | 57  | 5ª Eliminatória  | 2ª Fase de Grupos | Promovido              |
| 2012–13 | 1D   | 5    | 30 | 13 | 6  | 11 | 47 | 37 | 45  | 3ª Eliminatória  | 2ª Fase de Grupos | Apuramento Liga Europa |
| 2013–14 | 1D   | 4    | 30 | 15 | 9  | 6  | 42 | 26 | 54  | Quartos de Final | 2ª Fase de Grupos | Apuramento Liga Europa |
| 2014-15 | 1D   | 12   | 34 | 9  | 13 | 12 | 38 | 56 | 40  | 3ª Eliminatória  | 2ª Fase de Grupos |                        |
| 2015-16 | 1D   | 8    | 34 | 13 | 8  | 13 | 40 | 41 | 47  | 1/4 Final        | 2ª Fase           |                        |
| 2016-17 | 1D   | 10   | 34 | 10 | 8  | 16 | 34 | 42 | 38  | 1/2 Final        | 2ª Fase           |                        |
| 2017-18 | 1D   | 18   | 34 | 8  | 6  | 20 | 29 | 61 | 30  | 3ª Eliminatória  | 2ª Fase           | Despromovido           |
| 2018-19 | 2H   | 3    | 34 | 16 | 6  | 12 | 49 | 42 | 54  | 3ª Eliminatória  | 2ª Fase de Grupos |                        |
| 2019-20 | 2H   | 4    | 24 | 11 | 3  | 9  | 35 | 26 | 39  | 3ª Eliminatória  | 2ª Fase           | [F]                    |
| 2020-21 | 2H   | 1    | 34 | 20 | 10 | 4  | 55 | 26 | 70  | Meia Final       | Quartos de Final  | Promovido              |

A. ↑A  Também participou no Campeonato de Lisboa.
C. ↑C  A Taça de Portugal não se realizou devido à extinção dos campeonatos regionais. Como consequência, um novo formato e calendário foi introduzido na competição.
D. ↑D  Melhor classificação na Primeira Liga de sempre.
E. ↑E  A Taça de Portugal não foi disputada devido à realização da Taça Latina no Estádio Nacional.
F. ↑F  Devido à pandemia de COVID-19 em Portugal, a Liga 2 foi interrompida a 10 jogos do fim.
Last updated: 18 Julho 2021

Div. = Division; 1D = Primeira Liga; 2H = Liga de Honra; 2DS/2D = II Divisão

### Estatísticas

#### Liga Portuguesa
|                      |     | Temporada |
| -------------------- | --- | --------- |
| Melhor Classificação | 4º  | 2013/2014 |
| Pior Classificação   | 17º | 2004/2005 |

#### 2ª Liga / Liga de Honra
|                      |     | Temporada           |
| -------------------- | --- | ------------------- |
| Melhor Classificação | 1º  | 2003/2004 e 2011/12 |
| Pior Classificação   | 18º | 1998/1999           |

#### Taça de Portugal
|                      |           | Temporada |
| -------------------- | --------- | --------- |
| Melhor Classificação | Finalista | 1943/1944 |

#### Taça da Liga
|                      |                | Temporada           |
| -------------------- | -------------- | ------------------- |
| Melhor Classificação | 2ª Fase Grupos | 2009/2010 a 2013/14 |

#### 1ª Divisão da AF Lisboa
|                      |         | Temporada |
| -------------------- | ------- | --------- |
| Melhor Classificação | Campeão | 1968/69   |

### Estoril nas Competições Europeias
| Época   | Competição  | Fase       | Adversário        | Casa | Fora | Agregado |
| ------- | ----------- | ---------- | ----------------- | ---- | ---- | -------- |
| 2013–14 | Liga Europa | 3ª Pré-El. | Hapoel Ramat Gan  | 1–0  | 0–0  | 1–0      |
| 2013–14 | Liga Europa | Play-off   | FC Pasching       | 2–0  | 2–1  | 4–1      |
| 2013–14 | Liga Europa | Grupo H    | FC Sevilla        | 1–2  | 1–1  | 4º       |
| 2013–14 | Liga Europa | Grupo H    | S. Liberec        | 1–2  | 1–2  | 4º       |
| 2013–14 | Liga Europa | Grupo H    | Friburgo          | 0–0  | 1–1  | 4º       |
| 2014–15 | Liga Europa | Grupo E    | PSV Eindhoven     | 3-3  | 1-0  | 3º       |
| 2014–15 | Liga Europa | Grupo E    | Panathinaikos     | 2-0  | 1–1  | 3º       |
| 2014–15 | Liga Europa | Grupo E    | Dínamo de Moscovo | 1–2  | 1–0  | 3º       |

## Futsal Sénior
- Campeão Distrital 3ª Divisão de Lisboa (2005/06).
- Taça Disciplina na Taça Municipal de Cascais (2006).
- Subida à 1ª Divisão Distrital (2006/07);
- Vice-Campeão Distrital 2ª Divisão de Lisboa (2006/07).
- 8 melhores da Taça de Portugal (2016/17)
- Subida à  IIª Divisão Nacional (2017/18)
- Campeão Serie E da 1ª Fase- IIª Divisão Nacional (2018/19)
- Suspensão do plantel (2023/24)
- Regressa as competições - Campeonato Distrital II Divisão de Lisboa (2024/25)

## Futsal Formação
- Campeão Distrital IIIª Divisão de Lisboa em Sub-17 (2023/24).
- Promovido ao Campeonato IIª Divisão Distrital de Lisboa em Sub-17 (2024/25)
- Promovido ao Campeonato Iª Divisão Distrital de Lisboa em Sub-15 (2024/25)
- Promovido ao Campeonato IIª Divisão Distrital de Lisboa em Sub-15 (2023/24)

## Badminton
- Campeão Nacional em 1974

## Ténis de Mesa
- Campeão Nacional de Infantis em 1958.
- Campeão de Lisboa de Infantis em 1957.

## Basquetebol
A seguir ao futebol, o basquetebol é a modalidades com mais relevo no clube. Na época 2009/10 o clube tem uma equipa de seniores masculinos a competir no campeonato nacional de 2ª divisão (CNB2). A modalidade está a completar 30 anos de atividade consecutiva no clube, sendo uma das secções de basquetebol mais antigas em Portugal.
Para além dos seniores, o clube tem todos os escalões de formação para rapazes e raparigas a partir dos 6 anos de idade.

### Equipas em actividade
- Mini basket (sub-8, sub-10 e sub-12)
- Iniciados (sub-14)
- Cadetes (sub-16)
- Juniores B Feminino (sub-18)
- Juniores B (sub-18)
- Juniores A (sub-20)
- Seniores

### Palmarés
- Campeão de Lisboa em Iniciados (2004/2005).
- Campeão Nacional de Seniores (1993/1994).
- 1 Torneio Internacional da Amadora na categoria de Juniores (2010).
- 2 Torneios Internacionais da Amadora na categoria de Cadetes (1994, 1995).
- 2 Torneios Internacionais da Amadora na categoria de Iniciados (2002,2004).
- 1 Torneio da Junta de Freguesia de Moscavide em Iniciados (2004).
- Campeão Nacional (Zona SUL) de Iniciados (2004/2005).
- 1 Xira Basket (Iniciados em 2005).
- 1 Xira Basket (Cadetes em 2011).
- 3º Lugar no Campeonato Nacional Absoluto de Iniciados (2004/2005).
- Vice-Campeão de Lisboa em Iniciados (2003/2004).
- 4º Lugar no Campeonato de Lisboa em Cadetes (2004/2005).
- 6º Lugar no campeonato de Lisboa em Cadetes (2010/2011).
- Vice-Campeão Nacional Zona Sul em Juniores "B" (2004/2005).
- 3º Lugar Campeonato de Lisboa de Juniores Femininos (2003/2004) e(2004/2005).
- Vencedor da Série C da Taça Distrital de Lisboa de Iniciados Masculinos 07-08 (2007).
- Vencedor do Torneio Lumiar Radical em Minis-B (2007).
- Vencedor do Torneio Vale do Tejo (2009)
- Participação no Torneio do Centenário do FC Barreirense com as equipas de minis (2011)

## Voleibol
- Vice-Campeão Nacional 2ª Divisão (1940)

## Hóquei em Patins (Veteranos)
- Vencedor do Torneio Algés Veteranos e da Respectiva Taça Disciplina (2007)

## Futebol de Praia
Presença nas Ligas Nacionais de Futebol de Praia em 2007, 2008, 2009, 2011 e 2012.
6º Lugar na Liga Nacional de Futebol de Praia em 2008 e 2009 e 4º lugar no Campeonato Nacional de Futebol de Praia de 2013.

## Fut4ALL
O Fut4All é uma iniciativa não competitiva, considerando-se assim de uma Atividade e não de uma Modalidade do Clube, com início em 2014 e que pretendeu aproximar do dia a dia do Clube sócios, adeptos e simpatizantes e restante sociedade civil através de atividade física ligada ao Futebol.
Não sendo vocacionada para a competição a atividade permitiu a integração de atletas com diferentes níveis de talento desde ex-profissionais como Hugo Leal (um dos mentores do projeto) até praticantes com proficiência marginal para a prática do Futebol não deixando por esse facto de usufruir da atividade física, cada um ao seu ritmo, e das infraestruturas do Clube.
A mescla de atletas no que diz respeito à idade, neste momento entre os 20's aos 60's, e de vários quadrantes profissionais contribuiu igualmente para o tornar um grupo coeso e com uma dinâmica assente na boa disposição.
Tratando-se de uma atividade não competitiva o Fut4ALL não deixa porém de disputar frequentes jogos amigáveis com maior ou menor frequência sendo destacar diversos jogos de treino com a equipa Sénior do Estoril Praia Futebol Feminino, jogos anuais inseridos nas comemorações do aniversario do Grupo de Instrução Popular da Amoreira coletividade vizinha do Estoril-Praia, jogo amigável com a Comunidade Moldava em Portugal por iniciativa conjunta do Clube e da Embaixada da Moldávia em Lisboa e diversos jogos realizados a quando da visita do Fut4ALL ao Estabelecimento Prisional da Carregueira a convite de uma ONG.
O Fut4ALL representou igualmente o Grupo Desportivo Estoril Praia nas festividades de inauguração do relvado sintético da sua filial Grupo Desportivo Arouce-Praia realizando o jogo inaugural contra a equipa de veteranos da mesma.
Em 2016 e no seguimento do sucesso da iniciativa Fut4ALL foi criado nos mesmos moldes a atividade Fut4Woman estendendo a aposta e compromisso do Clube no apoio e divulgação do futebol feminino à comunidade Estorilista.

## Claque
- GRUPPO Estoril Supporters

Gruppo é o nome da claque oficial do Estoril Praia.

## Condecorações
- Instituição de Utilidade Pública;
- Medalha de Mérito Desportivo;
- Medalha de Mérito Municipal de Cascais;
- Distinguido pela UEFA como clube da semana em Maio de 2004;
- Distinguido pelo Instituto de Desporto de Portugal para melhor clube do Distrito de Lisboa na área da Formação do Basquetebol (2005).

## A filial do G.D.E.P.
O Grupo Desportivo Arouce-Praia é outra das colectividades da freguesia.O G.D. Arouce Praia, localiza-se no Distrito de Coimbra, Concelho da Lousã.
O clube foi fundado em 1946, é uma filial do Grupo Desportivo Estoril Praia e utiliza as mesmas cores no equipamento: azul e amarelo. A recentemente criada equipa feminina de futebol de cinco, conseguiu um honroso terceiro lugar no Campeonato Distrital de Coimbra.

### Plantel atual
Atualizado a 26 de maio de 2021.

## Técnicos de Maior Relevo
- Augusto Silva (1º Treinador Português a ser Campeão Nacional)
- Janos Biri (Técnico Húngaro)
- Lipo Herczka(Técnico Húngaro, único a ser tricampeão nacional em Portugal)
- Nelo Vingada (adjunto)
- Carlos Queiroz (adjunto)
- José Torres
- Mário Wilson
- Jimmy Hagan
- Fernando Santos
- José Rachão
- Ulisses Morais
- José Morais (Actual adjunto do Al-Hilal)
- Prof. Neca
- Nelson Serra (Basquetebol)
- Carlos Lisboa  (Basquetebol)
- Henrique Vieira (Basquetebol)
- Mário Albuquerque (Basquetebol)

Grandes Jogadores que foram técnicos no Clube embora sem muito relevo:
- Pietra
- Rui Águas
- Carlos Xavier (Adjunto)
- Jorge Amaral  (Adjunto)
- Hugo Leal

### Pavilhões
As equipas de Futsal do Estoril Praia  competem no Pavilhão de Alcabideche (Complexo Desportivo), os treinos em Alcabideche e Alvide.